# Араплийска река
Араплийска река (по старото име на село Чернозем – Араплии) е река в Южна България, област Ямбол, община Елхово, ляв приток на Поповска река. Дължината ѝ е 42 km.
Араплийска река извира под името Голяма Дервентска река на 484 m н.в. от Дервентските възвишения, на 500 m югозападно от връх Чакърбаба (540 m), разположен на границата с Турция. До село Чернозем, където отдясно се влива най-големият ѝ приток Боялъшка река тече в тясна гориста долина. В началото до село Вълча поляна в западна посока, до село Раздел – в северна, а след това до село Чернозем – в северозападна. След Чернозем долината ѝ се разширява и реката меандрира. Влива отляво в Поповска река от басейна на Тунджа на 98 m н.в., само на 350 m преди устието на последната в Тунджа.
В някои източници е посочено, че Араплийска река е ляв приток на Тунджа, което не е вярно – виж топографска карта Лист от карта K-35-66. Мащаб: 1 : 100 000.
Площта на водосборния басейн на Араплийска река е 351 km2, което представлява 65,9% от водосборния басейн на Поповска река. Основни притоци: → ляв приток, ← десен приток.
- ← Ереклийца
- ← Боялъшка река (Лалковска река, най-голям приток)
- ← Жечов дол
- ← Куруджадере
- → Динджилидере

Реката е с основно дъждовно подхранване с максимум през есенно-зимните месеци.
По течението на реката в Община Елхово са разположени 4 села: Голям Дервент, Вълча поляна, Раздел и Чернозем.
Малка част от водите на реката се използват за напояване.

## Топографска карта
- Лист от карта K-35-66. Мащаб: 1 : 100 000.
- Лист от карта K-35-78. Мащаб: 1 : 100 000.